# Municipio de Gale
El municipio de Gale (en inglés: Gale Township) es un municipio ubicado en el condado de Marion en el estado estadounidense de Kansas. En el año 2010 tenía una población de 219 habitantes y una densidad poblacional de 2,49 personas por km².

## Geografía
El municipio de Gale se encuentra ubicado en las coordenadas 38°23′35″N 97°5′38″O / 38.39306, -97.09389. Según la Oficina del Censo de los Estados Unidos, el municipio tiene una superficie total de 88.09 km², de la cual 69,77 km² corresponden a tierra firme y (20,8 %) 18,32 km² es agua.

## Demografía
Según el censo de 2010, había 219 personas residiendo en el municipio de Gale. La densidad de población era de 2,49 hab./km². De los 219 habitantes, el municipio de Gale estaba compuesto por el 93,15 % blancos, el 0,46 % eran afroamericanos, el 0,46 % eran amerindios, el 2,74 % eran de otras razas y el 3,2 % eran de una mezcla de razas. Del total de la población el 6,85 % eran hispanos o latinos de cualquier raza.